# Human Racing
Human Racing ist das Debütalbum des britischen Popmusikers/Komponisten Nik Kershaw. Es erschien Ende Februar 1984 bei MCA Records. Es wurde komplett von Nik Kershaw geschrieben und ist sein erfolgreichstes Album. Einige Songs wie Drum Talk sind improvisiert, andere haben eine inhaltliche Botschaft, die übermittelt werden soll.

## Produktion und Aufnahme
Das Album wurde innerhalb von zehn Monaten im Osten von London aufgenommen. Als er über das Album befragt wurde, sagte er:

“What we really did was just re-record the demos I’d made the previous year on a Portastudio, in my front room. All the parts were there, we just improved the quality and changed a few sounds around. We stuck quite faithfully to the original arrangements.”

„Wir haben in Wirklichkeit die ganzen Songs von meinen Demos nur neu aufgenommen, die ich das Jahr vorher im Portastudio Zuhause aufgenommen habe. Es war eigentlich schon alles da, wir haben nur die Qualität verbessert und ein paar Soundeffekte geändert. Wir sind den Originalen im Großen und Ganzen treu geblieben.“

## Veröffentlichungen und Platzierungen der Singles
Die erste Single, die im Vereinigten Königreich veröffentlicht wurde, war I Won’t Let the Sun Go Down on Me. Sie erreichte das erste Mal nur Platz 47 in den UK-Charts, während sie in Skandinavien, den Niederlanden und in der Schweiz beliebter war.
Wouldn’t It Be Good war Kershaws erster großer Hit in Großbritannien und Deutschland. Er erreichte Platz 4, war 14 Wochen in den UK-Charts und Platz 2 in Deutschland und war für 18 Wochen in den Charts.
I Won’t Let The Sun Go Down on Me wurde erst nach der zweiten Veröffentlichung europaweit beliebt. In Deutschland wurde er durch Wouldn’t It Be Good beliebt. Im Vereinigten Königreich erreichte er Platz 2 und blieb 18 Wochen in den Charts.
Die Single Dancing Girls war in den UK-Charts neun Wochen auf maximal Platz 13 und in Deutschland für 11 Wochen auf höchstens Platz 21.
Die Singleauskopplung Human Racing erreichte im Vereinigten Königreich in sieben Wochen höchstens Platz 19 und war in Deutschland nicht in den Charts.

## Titelliste
Die Titelliste dieses Albums wurde im Laufe der Aufnahmen bearbeitet und die Titel vertauscht. Außerdem wurden Titel umbenannt:
Dancing Girls sollte ursprünglich Bring On the Dancing Girls heißen und I Won’t Let the Sun Go Down on Me hieß kurz I Won’t Let the Sun Go Down.
| Nr. | Titel                             | Länge |
| --- | --------------------------------- | ----- |
| 1.  | Dancing Girls                     | 3:46  |
| 2.  | Wouldn’t It Be Good               | 4:32  |
| 3.  | Drum Talk                         | 3:10  |
| 4.  | Bogart                            | 4:38  |
| 5.  | Gone to Pieces                    | 3:11  |
| 6.  | Shame on You                      | 3:33  |
| 7.  | Cloak and Dagger                  | 4:55  |
| 8.  | Faces                             | 4:05  |
| 9.  | I Won’t Let the Sun Go Down on Me | 3:23  |
| 10. | Human Racing                      | 4:26  |

Andere Titellisten
| Bonus Titel der Expanded Edition |                                                        |       |
| --- | ------------------------------------------------------ | ----- |
| \| Nr. \| Titel \| Länge \| \| --- \| ------------------------------------------------------ \| ----- \| \| 1. \| Dancing Girls (Extended 12" Remix) \| 8:05 \| \| 2. \| Bogart (Extended 12" Remix) \| 4:29 \| \| 3. \| Monkey Business \| 3:30 \| \| 4. \| Shame on You (Additional Brass Mix) \| 3:40 \| \| 5. \| Drum Talk (Extended 12" Remix) \| 5:00 \| \| 6. \| Faces (Extended 12" Remix) \| 4:40 \| \| 7. \| Dark Glasses \| 4:16 \| \| 8. \| Wouldn’t It Be Good (Extended 12" Remix) \| 6:52 \| \| 9. \| Human Racing (Extended 12" Remix) \| 5:24 \| \| 10. \| She Cries \| 3:48 \| \| 11. \| I Won’t Let the Sun Go Down on Me (Extended 12" Remix) \| 6:33 \| \| 12. \| Cloak and Dagger (Live at Hammersmith Odeon 1984) \| 5:07 \| |                                                        |       |
| Nr. | Titel                                                  | Länge |
| 1. | Dancing Girls (Extended 12" Remix)                     | 8:05  |
| 2. | Bogart (Extended 12" Remix)                            | 4:29  |
| 3. | Monkey Business                                        | 3:30  |
| 4. | Shame on You (Additional Brass Mix)                    | 3:40  |
| 5. | Drum Talk (Extended 12" Remix)                         | 5:00  |
| 6. | Faces (Extended 12" Remix)                             | 4:40  |
| 7. | Dark Glasses                                           | 4:16  |
| 8. | Wouldn’t It Be Good (Extended 12" Remix)               | 6:52  |
| 9. | Human Racing (Extended 12" Remix)                      | 5:24  |
| 10. | She Cries                                              | 3:48  |
| 11. | I Won’t Let the Sun Go Down on Me (Extended 12" Remix) | 6:33  |
| 12. | Cloak and Dagger (Live at Hammersmith Odeon 1984)      | 5:07  |

| Originale Titelliste |  |
| --- |  |
| Die Mastertapes der Titel von Human Racing sind in der 2012 erschienenen Expanded Edition zu sehen. Die Anordnung der Titel sieht wie folgt aus: Seite 1 1. Drum Talk 2. Wouldn’t It Be Good 3. Bring on the Dancing Girls 4. Bogart 5. Gone to Pieces Seite 2 1. Shame on You 2. Cloak and Dagger 3. Faces 4. Wide Boy 5. I Won’t Let the Sun Go Down 6. Human Racing Wide Boy wurde vor der Veröffentlichung aus dem Album genommen, aber Kershaws nächstem Album, The Riddle, hinzugefügt. Die Mastertapes zeigen auch, dass das Album November 1983 fertig wurde. |  |

## Singles
- I Won’t Let the Sun Go Down on Me
  - B-Seite – Dark Glasses
- Wouldn’t It Be Good
  - B-Seite – Monkey Business
- Dancing Girls
  - B-Seite – She Cries
- Human Racing
  - B-Seite – Faces (Simon Boswell Remix)

## Musikvideos
Es wurden zu allen Singles Musikvideos veröffentlicht, zu I Won’t Let the Sun Go Down on Me sogar zwei.

## Kommerzieller Erfolg

### Chartplatzierungen
| ChartsChartplatzierungen       | Höchstplatzierung | Wochen |
| ------------------------------ | ----------------- | ------ |
| Deutschland (GfK)              | 8 (27 Wo.)        | 27     |
| Schweiz (IFPI)                 | 12 (24 Wo.)       | 24     |
| Vereinigte Staaten (Billboard) | 70 (17 Wo.)       | 17     |
| Vereinigtes Königreich (OCC)   | 5 (61 Wo.)        | 61     |

| ChartsJahrescharts (1984) | Platzierung |
| ------------------------- | ----------- |
| Deutschland (GfK)         | 22          |

### Auszeichnungen für Musikverkäufe
| Land/Region                  | Auszeichnungen für Musikverkäufe (Land/Region, Auszeichnung, Verkäufe) | Verkäufe |
| ---------------------------- | ---------------------------------------------------------------------- | -------- |
| Kanada (MC)                  | Gold                                                                   | 50.000   |
| Vereinigtes Königreich (BPI) | Platin                                                                 | 300.000  |
| Insgesamt                    | 1× Gold · 1× Platin ·                                                  | 350.000  |